# Dzing (peuple)
Pour les articles homonymes, voir Dzing.
Les Dzing sont une population bantoue  d'Afrique centrale établie en République démocratique du Congo.

## Ethnonymie
Selon les sources et le contexte, on rencontre plusieurs autres formes : Badinga, Badzing, Ba Dzing, Ding, Dings, Din, Di, Dzings, 
Idzing.

## Langue
Ils parlent le dzing, une langue bantoue.

## Géographie des populations
Les Ding regroupent des populations provenant du mixage de plusieurs ethnies. 
Les populations Ding sont notamment présentes en République démocratique du Congo et vivant en milieux ruraux et urbains au croisement de plusieurs groupes linguistiques et subissant l'influences d’autres populations. 

## Culture
Elle est influencée par celles des ethnies originelles et voisines, mais aussi par celle des européens qui faisaient escales vers le Kasaï et le Katanga, pays miniers de grande attraction. 
Selon Placide Malung'Mper Akpanabi, tout comme les Ngwi, les Ding ont été pacifiques, ouverts et accueillants, paisibles à l'égard des Européens. 
Ils ont volontiers fait commerce avec H.W. Wissmann, le premier commerçant européen qu'ils ont rencontré (le 19 juin 1885) alors qu'il explorait le bassin du Kasaï pour le compte de Léopold II. 
Les Ding ont rapidement adopté la religion des Scheutistes et des Jésuites venus peu après de Belgique, notamment autour de la « mission » (et paroisse) Ipamu), ce que ne feront pas des ethnies « voisines » telles que les Pende, les Lele, les Wongo. 
Le commerce portera notamment sur les fruits de palme, les amandes palmistes, les fibres végétales qui favorisèrent la culture de Urena lobata et la récolte de Triumfetta (Punga).